# Prix Locus
Le prix Locus (Locus Award) est un prix littéraire américain décerné chaque année depuis 1971, par les lecteurs du magazine américain mensuel de science-fiction Locus lors d'un banquet annuel organisé par la Locus Science Fiction Foundation. Ce prix récompense les meilleures œuvres de science-fiction, de fantasy ou d'horreur.

## Vote
Chaque lecteur vote pour cinq candidats dans l'ordre de ses préférences. Le premier vote rapporte huit points, le deuxième sept points, etc.

## Catégories de récompense
- Meilleur roman (1971-1977, 1979)
  - Meilleur roman de science-fiction (1978, depuis 1980)
  - Meilleur roman de fantasy (1978, depuis 1980)
  - Meilleur roman d'horreur (1989-1997, 1999, depuis 2017)
  - Meilleur roman pour jeunes adultes (depuis 2003)
  - Meilleur premier roman (depuis 1981)
- Meilleure nouvelle (1971-1974, 1978)
  - Meilleur roman court (depuis 1973)
  - Meilleure nouvelle longue (1975-1977, depuis 1979)
  - Meilleure nouvelle courte (1975-1977, depuis 1979)
- Meilleur recueil de nouvelles (1971-1977, depuis 1979)
- Meilleure anthologie
- Meilleur livre non-fictif
- Meilleur livre d'art
- Meilleur éditeur
- Meilleur magazine
- Meilleur artiste

## Liste des lauréats

### Années 1970

#### 1971
- Roman : L'Anneau-Monde (Ringworld) par Larry Niven
- Nouvelle : La Région intermédiaire (The Region Between) par Harlan Ellison
- Anthologie ou recueil de nouvelles : The Science Fiction Hall of Fame Volume 1 par Robert Silverberg, éd.
- Magazine : The Magazine of Fantasy & Science Fiction
- Magazine amateur : Locus
- Numéro d'un magazine amateur : Locus no 70
- Écrivain amateur : Harry Warner, Jr.
- Critique amateur : Ted Pauls
- Artiste de couverture pour les éditions de poche : Leo Dillon et Diane Dillon
- Artiste amateur : Alicia Austin
- Dessinateur amateur : Bill Rotsler

#### 1972
- Roman : L'Autre Côté du rêve (The Lathe of Heaven) par Ursula K. Le Guin
- Nouvelle : La Reine de l'air et des ténèbres (The Queen of Air and Darkness) par Poul Anderson
- Anthologie (nouvelles originales) : Universe 1 par Terry Carr, éd.
- Anthologie (nouvelles rééditées) ou recueil de nouvelles : World's Best Science Fiction: 1971 par Donald A. Wollheim et Terry Carr, éds.
- Magazine : The Magazine of Fantasy & Science Fiction
- Magazine amateur : Locus
- Écrivain amateur : Charlie Brown
- Maison d'édition : Ballantine Books
- Artiste pour les éditions de poche : Gene Szafran
- Artiste de magazine : Frank Kelly Freas
- Artiste amateur : Bill Rotsler
- Convention : Noreascon

#### 1973
- Roman : Les Dieux eux-mêmes (The Gods Themselves) par Isaac Asimov
- Roman court : The Gold at the Starbow's End par Frederik Pohl
- Nouvelle : Basilic (Basilisk) par Harlan Ellison
- Anthologie (nouvelles originales) : Again, Dangerous Visions par Harlan Ellison, éd.
- Anthologie (nouvelles rééditées) ou recueil de nouvelles : The Best Science Fiction of the Year par Terry Carr, éd.
- Magazine : The Magazine of Fantasy & Science Fiction
- Magazine amateur : Locus
- Écrivain amateur : Terry Carr
- Maison d'édition : Ballantine Books
- Artiste de couverture pour les éditions de poche : Frank Kelly Freas
- Artiste de magazine : Frank Kelly Freas
- Artiste amateur : Bill Rotsler

#### 1974
- Roman : Rendez-vous avec Rama (Rendezvous with Rama) par Arthur C. Clarke
- Roman court : La Mort du Dr. Ile (The Death of Doctor Island) par Gene Wolfe
- Nouvelle : L'Oiseau de mort (The Deathbird) par Harlan Ellison
- Anthologie (nouvelles originales) : Astounding par Harry Harrison, éd.
- Anthologie (nouvelles rééditées) ou recueil de nouvelles : The Best Science Fiction of the Year #2 par Terry Carr, éd.
- Magazine : The Magazine of Fantasy & Science Fiction
- Magazine amateur : Locus
- Critique : Richard Geis
- Maison d'édition : Ballantine Books
- Artiste professionnel : Frank Kelly Freas
- Artiste amateur : Tim Kirk

#### 1975
- Roman : Les Dépossédés (The Dispossessed) par Ursula K. Le Guin
- Roman court : Né avec les morts (Born with the Dead) par Robert Silverberg
- Nouvelle longue : À la dérive au large des ilôts de Langerhans Lat. 38°54' N, Long. 77°00'13" W (Adrift Just Off the Islets of Langerhans: Latitude 38° 54' N, Longitude 77° 00' 13" W) par Harlan Ellison
- Nouvelle courte : À la veille de la Révolution (The Day Before the Revolution) par Ursula K. Le Guin
- Recueil de nouvelles d'un auteur unique : The Best of Fritz Leiber par Fritz Leiber
- Anthologie (nouvelles originales) : Universe 4 par Terry Carr, éd.
- Anthologie (nouvelles rééditées) : Before the Golden Age par Isaac Asimov, éd.
- Magazine : The Magazine of Fantasy & Science Fiction
- Magazine amateur : Outworlds
- Critique : P. Schuyler Miller
- Maison d'édition pour livres brochés : Science Fiction Book Club
- Maison d'édition pour livres de poche : Ballantine Books
- Artiste professionnel : Frank Kelly Freas
- Artiste amateur : Tim Kirk

#### 1976
- Roman : La Guerre éternelle (The Forever War) par Joe Haldeman
- Roman court : Les Tempêtes de Port-du-Vent (The Storms of Windhaven) par George R. R. Martin et Lisa Tuttle
- Nouvelle longue : La Nouvelle Atlantide (The New Atlantis) par Ursula K. Le Guin
- Nouvelle courte : Croatoan (Croatoan) par Harlan Ellison
- Recueil de nouvelles d'un auteur unique : Aux douze vents du monde (The Wind's Twelve Quarters) par Ursula K. Le Guin
- Anthologie : Epoch par Roger Elwood et Robert Silverberg, éds.
- Produit associatif : Alternate Worlds: The Illustrated History of Science Fiction par James Gunn
- Magazine : The Magazine of Fantasy & Science Fiction
- Magazine amateur : Locus
- Critique : Richard Geis
- Maison d'édition pour livres brochés : Science Fiction Book Club
- Maison d'édition pour livres de poche : Ballantine Books
- Artiste : Rick Sternbach

#### 1977
- Roman : Hier, les oiseaux (Where Late the Sweet Birds Sang) par Kate Wilhelm
- Roman court : Le Samouraï et les Saules (The Samurai and the Willows) par Michael Bishop
- Nouvelle longue : L'Homme bicentenaire (The Bicentennial Man) par Isaac Asimov
- Nouvelle courte : Tricentenaire (Tricentennial) par Joe Haldeman
- Recueil de nouvelles d'un auteur : Chanson pour Lya (A Song for Lya and Other Stories) par George R. R. Martin
- Anthologie : The Best Science Fiction of the Year #5 par Terry Carr, éd.
- Magazine ou séries d'anthologie : The Magazine of Fantasy & Science Fiction
- Magazine amateur : Locus
- Critique : Spider Robinson
- Maison d'édition : Ballantine Books
- Artiste : Rick Sternbach

#### 1978
- Roman de science-fiction : La Grande Porte (Gateway) par Frederik Pohl
- Roman de fantasy : Le Silmarillion (The Silmarillion) par J. R. R. Tolkien
- Roman court : La Danse des étoiles (Stardance) par Spider Robinson et Jeanne Robinson
- Nouvelle : Jeffty, cinq ans (Jeffty Is Five) par Harlan Ellison
- Magazine : The Magazine of Fantasy & Science Fiction
- Maison d'édition : Ballantine Books / Del Rey Books

#### 1979
- Roman : Le Serpent du rêve (Dreamsnake) par Vonda McIntyre
- Roman court : Les Yeux de la nuit (The Persistence of Vision) par John Varley
- Nouvelle longue : Barbie tuerie (The Barbie Murders) par John Varley
- Nouvelle courte : Écoute l'horloge sonner le temps (Count the Clock that Tells the Time) par Harlan Ellison
- Recueil de nouvelles d'un auteur unique : Persistance de la vision (The Persistence of Vision) par John Varley
- Anthologie : The Best Science Fiction of the Year #7 par Terry Carr, éd.
- Livre de référence : The Way the Future Was par Frederik Pohl
- Livre d'art ou illustré : Tomorrow and Beyond par Ian Summers, éd.
- Magazine : The Magazine of Fantasy & Science Fiction
- Artiste : Boris Vallejo

### Années 1980
| Sommaire : | - Haut - 1980 - 1981 - 1982 - 1983 - 1984 - 1985 - 1986 - 1987 - 1988 - 1989 |

#### 1980
- Roman de science-fiction : Titan (Titan) par John Varley
- Roman de fantasy : Harpist in the Wind par Patricia A. McKillip
- Roman court : Enemy Mine par Barry B. Longyear
- Nouvelle longue : Les Rois des sables (Sandkings) par George R. R. Martin
- Nouvelle courte : Par la croix et le dragon (The Way of Cross and Dragon) par George R. R. Martin
- Recueil de nouvelles d'un auteur unique : Convergent Series par Larry Niven
- Anthologie : Universe 9 par Terry Carr, éd.
- Livre apparenté à la non fiction : The Science Fiction Encyclopedia par Peter Nicholls, éd.
- Livre d'art ou illustré : Barlowe's Guide to Extraterrestrials par Wayne Douglas Barlowe et Ian Summers
- Magazine : The Magazine of Fantasy & Science Fiction
- Maison d'édition : Ballantine Books / Del Rey Books
- Artiste : Michael Whelan

#### 1981
- Roman de science-fiction : La Reine des neiges (The Snow Queen) par Joan D. Vinge
- Roman de fantasy : Le Château de Lord Valentin (Lord Valentine's Castle) par Robert Silverberg
- Premier roman : L'Œuf du Dragon (Dragon's Egg) par Robert L. Forward
- Roman court : Le Volcryn (Nightflyers) par George R. R. Martin
- Nouvelle longue : Le Brave Petit Grille-pain (The Brave Little Toaster) par Thomas M. Disch
- Nouvelle courte : La Grotte des cerfs qui dansent (Grotto of the Dancing Deer) par Clifford D. Simak
- Recueil de nouvelles d'un auteur unique : Les Mannequins (The Barbie Murders) par John Varley
- Anthologie : The Magazine of Fantasy & Science Fiction: A 30 Year Retrospective par Edward L. Ferman, éd.
- Livre apparenté à la non fiction : In Joy Still Felt: The Autobiography of Isaac Asimov, 1954-1978 par Isaac Asimov
- Magazine : The Magazine of Fantasy & Science Fiction
- Maison d'édition : Ballantine Books / Del Rey Books
- Artiste : Michael Whelan

#### 1982
- Roman de science-fiction : Le Pays multicolore et Les Conquérants du pliocène (The Many-Colored Land) par Julian May
- Roman de fantasy : La Griffe du demi-dieu (The Claw of the Conciliator) par Gene Wolfe
- Premier roman : Starship & Haiku par Somtow Sucharitkul
- Roman court : Champagne bleu (Blue Champagne) par John Varley
- Nouvelle longue : Gardiens (Guardians) par George R. R. Martin
- Nouvelle courte : Passe le temps (The Pusher) par John Varley
- Recueil de nouvelles d'un auteur unique : Les Rois des sables (Sandkings) par George R. R. Martin
- Anthologie : Shadows of Sanctuary par Robert Lynn Asprin, éd.
- Livre apparenté à la non fiction : Danse Macabre par Stephen King
- Magazine : The Magazine of Fantasy & Science Fiction
- Maison d'édition : Pocket/Timescape
- Artiste : Michael Whelan

#### 1983
- Roman de science-fiction : Fondation foudroyée (Foundation's Edge) par Isaac Asimov
- Roman de fantasy : L'Épée du licteur (Sword of the Lictor) par Gene Wolfe
- Premier roman : Parade nuptiale (Courtship Rite) par Donald Kingsbury
- Roman court : Âmes (Souls) par Joanna Russ
- Nouvelle longue : Djinn, No Chaser par Harlan Ellison
- Nouvelle courte : Sur (Sur) par Ursula K. Le Guin
- Recueil de nouvelles d'un auteur unique : Les Quatre Vents du désir (The Compass Rose) par Ursula K. Le Guin
- Anthologie : The Best Science Fiction of the Year #11 par Terry Carr, éd.
- Livre non-fictif ou de référence : The Engines of the Night par Barry N. Malzberg
- Magazine : Locus
- Maison d'édition : Pocket/Timescape
- Artiste : Michael Whelan

#### 1984
- Roman de science-fiction : Marée stellaire (Startide Rising) par David Brin
- Roman de fantasy : Les Dames du lac et Les Brumes d'Avalon (The Mists of Avalon) par Marion Zimmer Bradley
- Premier roman : Tea With the Black Dragon par R. A. MacAvoy
- Roman court : Her Habiline Husband par Michael Bishop
- Nouvelle longue : Le Régime du singe (The Monkey Treatment) par George R. R. Martin
- Nouvelle courte : Beyond the Dead Reef par James Tiptree, Jr.
- Recueil de nouvelles : Unicorn Variations par Roger Zelazny
- Anthologie : The Best Science Fiction of the Year #12 par Terry Carr, éd.
- Livre non-fictif ou de référence : Dream Makers, Volume II par Charles Platt
- Magazine : Locus
- Maison d'édition : Ballantine Books / Del Rey Books
- Artiste : Michael Whelan

#### 1985
- Roman de science-fiction : The Integral Trees par Larry Niven
- Roman de fantasy : Job : Une comédie de justice (Job, a Comedy of Justice) par Robert A. Heinlein
- Premier roman : Le Rivage oublié (The Wild Shore) par Kim Stanley Robinson
- Roman court : Frappez : Entrée ■ (PRESS ENTER ■) par John Varley
- Nouvelle longue : Enfants de sang (Bloodchild) par Octavia E. Butler
- Nouvelle courte : Salvador (Salvador) par Lucius Shepard
- Recueil de nouvelles : The Ghost Light par Fritz Leiber
- Anthologie : Light Years and Dark par Michael Bishop, éd.
- Livre non-fictif ou de référence : Sleepless Nights in the Procrustean Bed par Harlan Ellison
- Magazine : Locus
- Maison d'édition : Ballantine Books / Del Rey Books
- Artiste : Michael Whelan

#### 1986
- Roman de science-fiction : Le Facteur (The Postman) par David Brin
- Roman de fantasy : Les Atouts de la vengeance (Trumps of Doom) par Roger Zelazny
- Premier roman : Contact (Contact) par Carl Sagan
- Roman court : La Seule Chose à faire (The Only Neat Thing to Do) par James Tiptree, Jr.
- Nouvelle longue : Le Paladin de l'heure perdue (Paladin of the Lost Hour) par Harlan Ellison
- Nouvelle courte : With Virgil Oddum at the East Pole par Harlan Ellison
- Recueil de nouvelles : Brume (Skeleton Crew) par Stephen King
- Anthologie : Medea: Harlan's World par Harlan Ellison, éd.
- Livre non-fictif ou de référence : Benchmarks: Galaxy Bookshelf par Algis Budrys
- Magazine : Locus
- Maison d'édition : Ballantine Books / Del Rey Books
- Artiste : Michael Whelan

#### 1987
- Roman de science-fiction : La Voix des morts (Speaker for the Dead) par Orson Scott Card
- Roman de fantasy : Soldat des brumes (Soldier of the Mist) par Gene Wolfe
- Premier roman : The Hercules Text par Jack McDevitt
- Roman court : R&R par Lucius Shepard
- Nouvelle longue : Thor contre Captain America (Thor Meets Captain America) par David Brin
- Nouvelle courte : Le Robot qui rêvait (Robot Dreams) par Isaac Asimov
- Recueil de nouvelles : Champagne bleu (Blue Champagne) par John Varley
- Anthologie : The Year's Best Science Fiction: Third Annual Collection par Gardner Dozois, éd.
- Livre non-fictif : Trillion Year Spree par Brian W. Aldiss avec David Wingrove
- Magazine : The Magazine of Fantasy & Science Fiction
- Maison d'édition : Ballantine Books / Del Rey Books
- Artiste : Michael Whelan

#### 1988
- Roman de science-fiction : Élévation (The Uplift War) par David Brin
- Roman de fantasy : Le Septième Fils (Seventh Son) par Orson Scott Card
- Premier roman : War for the Oaks par Emma Bull
- Roman court : La Compagne secrète (The Secret Sharer) par Robert Silverberg
- Nouvelle longue : Rachel amoureuse (Rachel in Love) par Pat Murphy
- Nouvelle courte : Tombent les anges (Angel) par Pat Cadigan
- Recueil de nouvelles : Le Chasseur de jaguar (The Jaguar Hunter) par Lucius Shepard
- Anthologie : The Year's Best Science Fiction: Fourth Annual Collection par Gardner Dozois, éd.
- Livre non-fictif : Watchmen (Watchmen) par Alan Moore et Dave Gibbons
- Magazine : Asimov's Science Fiction
- Maison d'édition : Tor Books
- Artiste : Michael Whelan

#### 1989
- Roman de science-fiction : Cyteen (Cyteen) par C. J. Cherryh
- Roman de fantasy : Le Prophète rouge (Red Prophet) par Orson Scott Card
- Roman d'horreur : Le Sang d'immortalité (Those Who Hunt the Night) par Barbara Hambly
- Premier roman : Desolation Road (Desolation Road) par Ian McDonald
- Roman court : La Fille du chasseur d'écailles (The Scalehunter's Beautiful Daughter) par Lucius Shepard
- Nouvelle longue : The Function of Dream Sleep par Harlan Ellison
- Nouvelle courte : Eidolons par Harlan Ellison
- Recueil de nouvelles : Angry Candy par Harlan Ellison
- Anthologie : Full Spectrum par Lou Aronica et Shawna McCarthy, éds.
- Livre apparenté à la non fiction : First Maitz par Don Maitz
- Éditeur : Gardner Dozois
- Magazine : Asimov's Science Fiction
- Maison d'édition : Tor Books / St. Martin's
- Artiste : Michael Whelan

### Années 1990
| Sommaire : | - Haut - 1990 - 1991 - 1992 - 1993 - 1994 - 1995 - 1996 - 1997 - 1998 - 1999 |

#### 1990
- Roman de science-fiction : Hypérion (Hyperion) par Dan Simmons
- Roman de fantasy : L'Apprenti (Prentice Alvin) par Orson Scott Card
- Roman d'horreur : L'Échiquier du mal (Carrion Comfort) par Dan Simmons
- Premier roman : Orbital Decay par Allen Steele
- Roman court : Le Père des pierres (The Father of Stones) par Lucius Shepard
- Nouvelle longue : Trottecaniche (Dogwalker) par Orson Scott Card
- Nouvelle courte : Enfants perdus (Lost Boys) par Orson Scott Card
- Recueil de nouvelles : L'Épreuve du feu (Patterns) par Pat Cadigan
- Anthologie : The Year's Best Science Fiction: Sixth Annual Collection par Gardner Dozois, éd.
- Livre non-fictif : Grumbles from the Grave par Robert A. Heinlein
- Éditeur : Gardner Dozois
- Magazine : Asimov's Science Fiction
- Maison d'édition : Tor Books / St. Martin's
- Artiste : Michael Whelan

#### 1991
- Roman de science-fiction : La Chute d'Hypérion (The Fall of Hyperion) par Dan Simmons
- Roman de fantasy : Tehanu (Tehanu: The Last Book of Earthsea) par Ursula K. Le Guin
- Roman de dark fantasy ou d'horreur : Le Lien maléfique (The Witching Hour) par Anne Rice
- Premier roman : In the Country of the Blind par Michael F. Flynn
- Roman court : A Short, Sharp Shock par Kim Stanley Robinson
- Nouvelle longue : Le Lit de l’entropie à minuit (Entropy's Bed at Midnight) par Dan Simmons
- Nouvelle courte : Les ours découvrent le feu (Bears Discover Fire) par Terry Bisson
- Recueil de nouvelles : Portulans de l'imaginaire (Maps in a Mirror: The Short Fiction of Orson Scott Card) par Orson Scott Card
- Anthologie : The Year's Best Science Fiction: Seventh Annual Collection par Gardner Dozois, éd.
- Livre non-fictif : Science Fiction Writers of America Handbook par Kristine Kathryn Rusch et Dean Wesley Smith, éds.
- Éditeur : Gardner Dozois
- Magazine : Asimov's Science Fiction
- Maison d'édition : Tor Books

#### 1992
- Roman de science-fiction : Barrayar (Barrayar) par Lois McMaster Bujold
- Roman de fantasy : La Belle endormie (Beauty) par Sheri S. Tepper
- Roman de dark fantasy ou d'horreur : Nuit d'été (Summer of Night) par Dan Simmons
- Premier roman : Brèche vers l'Enfer (The Cipher) par Kathe Koja
- Roman court : La Galerie de ses rêves (The Gallery of His Dreams) par Kristine Kathryn Rusch
- Nouvelle longue : Tous les enfants de Dracula (All Dracula's Children) par Dan Simmons
- Nouvelle courte : Buffalo par John Kessel
- Recueil de nouvelles : Night of the Cooters: More Neat Stories par Howard Waldrop
- Anthologie : Full Spectrum 3 par Lou Aronica, Amy Stout et Betsy Mitchell, éds.
- Livre non-fictif : Science-Fiction: The Early Years par Everett F. Bleiler
- Éditeur : Gardner Dozois
- Magazine : Asimov's Science Fiction
- Maison d'édition : Tor Books / St. Martin's
- Artiste : Michael Whelan

#### 1993
- Roman de science-fiction : Le Grand Livre (Doomsday Book) par Connie Willis
- Roman de fantasy : Poker d'âmes (Last Call) par Tim Powers
- Roman de dark fantasy ou d'horreur : Les Fils des ténèbres (Children of the Night) par Dan Simmons
- Premier roman : China Mountain Zhang par Maureen F. McHugh
- Roman court : Bernacle Bill le spatial (Barnacle Bill the Spacer) par Lucius Shepard
- Nouvelle longue : Danny Goes to Mars par Pamela Sargent
- Nouvelle courte : Même Sa Majesté (Even the Queen) par Connie Willis
- Recueil de nouvelles : The Collected Stories of Robert Silverberg, Volume 1: Secret Sharers par Robert Silverberg
- Anthologie : The Year's Best Science Fiction: Ninth Annual Collection par Gardner Dozois, éd.
- Livre non-fictif : Dinotopia par James Gurney
- Éditeur : Gardner Dozois
- Magazine : Asimov's Science Fiction
- Maison d'édition : Tor Books / St. Martin's
- Artiste : Michael Whelan

#### 1994
- Roman de science-fiction : Mars la verte (Green Mars) par Kim Stanley Robinson
- Roman de fantasy : The Innkeeper's Song par Peter S. Beagle
- Roman d'horreur : L'Aube écarlate (The Golden) par Lucius Shepard
- Premier roman : Cold Allies par Patricia Anthony
- Roman court : Un méphisto en onyx (Mefisto in Onyx) par Harlan Ellison
- Nouvelle longue : Mourir à Bangkok (Death in Bangkok) par Dan Simmons
- Nouvelle courte : Close Encounter par Connie Willis
- Recueil de nouvelles : Aux confins de l'étrange (Impossible Things) par Connie Willis
- Anthologie : The Year's Best Science Fiction: Tenth Annual Collection par Gardner Dozois, éd.
- Livre non-fictif : The Encyclopedia of Science Fiction par John Clute et Peter Nicholls, éds.
- Livre d'art : The Art of Michael Whelan: Scenes/Visions par Michael Whelan
- Éditeur : Gardner Dozois
- Magazine : Asimov's Science Fiction
- Maison d'édition : Tor Books/ St. Martin's
- Artiste : Michael Whelan

#### 1995
- Roman de science-fiction : La Danse du miroir (Mirror Dance) par Lois McMaster Bujold
- Roman de fantasy : Brittle Innings par Michael Bishop
- Roman de dark fantasy ou d'horreur : Les Feux de l'Éden (Fires of Eden) par Dan Simmons
- Premier roman : Flingue sur fond musical (Gun, With Occasional Music) par Jonathan Lethem
- Roman court : Jour de pardon (Forgiveness Day) par Ursula K. Le Guin
- Nouvelle longue : L'Enfant de Mars (The Martian Child) par David Gerrold
- Nouvelle courte : Pas si aveugle (None So Blind) par Joe Haldeman
- Recueil de nouvelles : Otherness par David Brin
- Anthologie : The Year's Best Science Fiction: Eleventh Annual Collection par Gardner Dozois, éd.
- Livre non-fictif : I. Asimov: A Memoir par Isaac Asimov
- Livre d'art : Spectrum: The Best in Contemporary Fantastic Art par Cathy Fenner et Arnie Fenner, éds.
- Éditeur : Gardner Dozois
- Magazine : Asimov's Science Fiction
- Maison d'édition : Tor Books / St. Martin's
- Artiste : Michael Whelan

#### 1996
- Roman de science-fiction : L'Âge de diamant (The Diamond Age) par Neal Stephenson
- Roman de fantasy : Le Compagnon (Alvin Journeyman) par Orson Scott Card
- Roman de dark fantasy ou d'horreur : Date d'expiration (Expiration Date) par Tim Powers
- Premier roman : The Bohr Maker par Linda Nagata
- Roman court : Remake (Remake) par Connie Willis
- Nouvelle longue : Quand meurent les vieux dieux (When the Old Gods Die) par Mike Resnick
- Nouvelle courte : The Lincoln Train par Maureen F. McHugh
- Recueil de nouvelles : Quatre chemins de pardon (Four Ways to Forgiveness) par Ursula K. Le Guin
- Anthologie : The Year's Best Science Fiction: Twelfth Annual Collection par Gardner Dozois, éd.
- Livre non-fictif : Science Fiction: The Illustrated Encyclopedia par John Clute
- Livre d'art : Spectrum 2: The Best in Contemporary Fantastic Art par Cathy Fenner et Arnie Fenner, éds.
- Éditeur : Gardner Dozois
- Magazine : Asimov's Science Fiction
- Maison d'édition : Tor Books / St. Martin's
- Artiste : Michael Whelan

#### 1997
- Roman de science-fiction : Mars la bleue (Blue Mars) par Kim Stanley Robinson
- Roman de fantasy : Le Trône de fer et Le Donjon rouge (A Game of Thrones) par George R. R. Martin
- Roman de dark fantasy ou d'horreur : Désolation (Desperation) par Stephen King
- Premier roman : Reclamation par Sarah Zettel et Whiteout par Sage Walker (ex æquo)
- Roman court : Bellwether par Connie Willis
- Nouvelle longue : Coutumes montagnardes (Mountain Ways) par Ursula K. Le Guin
- Nouvelle courte : Disparus (Gone) par John Crowley
- Recueil de nouvelles : None So Blind par Joe Haldeman
- Anthologie : The Year's Best Science Fiction: Thirteenth Annual Collection par Gardner Dozois, éd.
- Livre non-fictif : Look at the Evidence par John Clute
- Livre d'art : Spectrum 3: The Best in Contemporary Fantastic Art par Cathy Fenner et Arnie Fenner, éds.
- Éditeur : Gardner Dozois
- Magazine : Asimov's Science Fiction
- Maison d'édition : Tor Books / St. Martin's
- Artiste : Michael Whelan

#### 1998
- Roman de science-fiction : L'Éveil d'Endymion (The Rise of Endymion) par Dan Simmons
- Roman de fantasy : Earthquake Weather par Tim Powers
- Premier roman : The Great Wheel par Ian R. MacLeod
- Roman court : …Where Angels Fear to Tread par Allen Steele
- Nouvelle longue : Chronique de Noël (Newsletter) par Connie Willis
- Nouvelle courte : Cordélia (Itsy Bitsy Spider) par James Patrick Kelly
- Recueil de nouvelles : Dérapages (Slippage) par Harlan Ellison
- Anthologie : The Year's Best Science Fiction: Fourteenth Annual Collection par Gardner Dozois, éd.
- Livre non-fictif : The Encyclopedia of Fantasy par John Clute et John Grant, éds.
- Livre d'art : Infinite Worlds: The Fantastic Visions of Science Fiction Art par Vincent Di Fate
- Éditeur : Gardner Dozois
- Magazine : Asimov's Science Fiction
- Maison d'édition : Tor Books / St. Martin's
- Artiste : Michael Whelan

#### 1999
- Roman de science-fiction : Sans parler du chien (To Say Nothing of the Dog) par Connie Willis
- Roman de fantasy : La Bataille des rois, L'Ombre maléfique et L'Invincible Forteresse (A Clash of Kings) par George R. R. Martin
- Roman de dark fantasy ou d'horreur : Sac d'os (Bag of Bones) par Stephen King
- Premier roman : La Ronde des esprits (Brown Girl in the Ring) par Nalo Hopkinson
- Roman court : Océanique (Oceanic) par Greg Egan
- Nouvelle longue : La Plongée de Planck (The Planck Dive) par Greg Egan et Taklimakan (Taklamakan) par Bruce Sterling (ex æquo)
- Nouvelle courte : Maneki Neko (Maneki Neko) par Bruce Sterling
- Recueil de nouvelles : The Avram Davidson Treasury par Avram Davidson
- Anthologie : Légendes (Legends) par Robert Silverberg, éd.
- Livre non-fictif : The Dreams Our Stuff Is Made Of: How Science Fiction Conquered the World par Thomas M. Disch
- Livre d'art : Spectrum 5: The Best in Contemporary Fantastic Art par Cathy Fenner et Arnie Fenner, éds.
- Éditeur : Gardner Dozois
- Magazine : Asimov's Science Fiction
- Maison d'édition : Tor Books
- Artiste : Michael Whelan

### Années 2000
| Sommaire : | - Haut - 2000 - 2001 - 2002 - 2003 - 2004 - 2005 - 2006 - 2007 - 2008 - 2009 |

#### 2000
- Roman de science-fiction : Cryptonomicon (Cryptonomicon) par Neal Stephenson
- Roman de fantasy : Harry Potter et le Prisonnier d'Azkaban (Harry Potter and the Prisoner of Azkaban) par J. K. Rowling
- Premier roman : The Silk Code par Paul Levinson
- Roman court : Les Orphelins de l'Hélice (Orphans of the Helix) par Dan Simmons
- Nouvelle longue : Gardes-frontières (Border Guards) par Greg Egan et Huddle par Stephen Baxter (ex æquo)
- Nouvelle courte : Meucs (macs) par Terry Bisson
- Recueil de nouvelles : Les Martiens (The Martians) par Kim Stanley Robinson
- Anthologie : Horizons lointains (Far Horizons) par Robert Silverberg, éd.
- Livre non-fictif : Sixty Years of Arkham House par S. T. Joshi
- Livre d'art : Science Fiction of the 20th Century par Frank M. Robinson
- Éditeur : Gardner Dozois
- Magazine : Asimov's Science Fiction
- Maison d'édition : Tor Books
- Artiste : Michael Whelan

#### 2001
- Roman de science-fiction : Le Dit d'Aka (The Telling) par Ursula K. Le Guin
- Roman de fantasy : Les Brigands, L'Épée de feu, Les Noces pourpres et La Loi du régicide (A Storm of Swords) par George R. R. Martin
- Premier roman : Mars Crossing par Geoffrey A. Landis
- Roman court : Radieuse étoile verte (Radiant Green Star) par Lucius Shepard
- Nouvelle longue : L'Anniversaire du monde (The Birthday of the World) par Ursula K. Le Guin
- Nouvelle courte : The Missing Mass par Larry Niven
- Recueil de nouvelles : Tales of Old Earth par Michael Swanwick
- Anthologie : The Year's Best Science Fiction: Seventeenth Annual Collection par Gardner Dozois, éd.
- Livre non-fictif : Écriture : Mémoires d'un métier (On Writing) par Stephen King
- Livre d'art : Spectrum 7: The Best in Contemporary Fantastic Art par Cathy Fenner et Arnie Fenner, éds.
- Éditeur : Gardner Dozois
- Magazine : Asimov's Science Fiction
- Maison d'édition : Tor Books
- Artiste : Bob Eggleton

#### 2002
- Roman de science-fiction : Passage (Passage) par Connie Willis
- Roman de fantasy : American Gods (American Gods) par Neil Gaiman
- Premier roman : La Marque (Kushiel's Dart) par Jacqueline Carey
- Roman court : Le Trouvier (The Finder) par Ursula K. Le Guin
- Nouvelle longue : L'Enfer, quand Dieu n'est pas présent (Hell Is the Absence of God) par Ted Chiang
- Nouvelle courte : Les Os de la terre (The Bones of the Earth) par Ursula K. Le Guin
- Recueil de nouvelles : Contes de Terremer (Tales from Earthsea) par Ursula K. Le Guin
- Anthologie : The Year's Best Science Fiction: Eighteenth Annual Collection par Gardner Dozois, éd.
- Livre non-fictif : Being Gardner Dozois par Michael Swanwick
- Livre d'art : Spectrum 8: The Best in Contemporary Fantastic Art par Cathy Fenner et Arnie Fenner, éds.
- Éditeur : Gardner Dozois
- Magazine : The Magazine of Fantasy & Science Fiction
- Maison d'édition : Tor Books
- Artiste : Michael Whelan

#### 2003
- Roman de science-fiction : Chroniques des années noires (The Years of Rice and Salt) par Kim Stanley Robinson
- Roman de fantasy : Les Scarifiés (The Scar) par China Miéville
- Roman pour jeunes adultes : Coraline (Coraline) par Neil Gaiman
- Premier roman : Le Soleil du nouveau monde (A Scattering of Jades) par Alexander C. Irvine
- Roman court : Le Tain (The Tain) par China Miéville
- Nouvelle longue : La Fille feu follet (The Wild Girls) par Ursula K. Le Guin
- Nouvelle courte : La Présidence d'octobre (October in the Chair) par Neil Gaiman
- Recueil de nouvelles : La Tour de Babylone (Stories of Your Life and Others) par Ted Chiang
- Anthologie : The Year's Best Science Fiction: Nineteenth Annual Collection par Gardner Dozois, éd.
- Livre non-fictif : Tomorrow Now: Envisioning the Next Fifty Years par Bruce Sterling
- Livre d'art : Spectrum 9: The Best in Contemporary Fantastic Art par Cathy Fenner et Arnie Fenner, éds.
- Éditeur : Gardner Dozois
- Magazine : The Magazine of Fantasy & Science Fiction
- Maison d'édition : Tor Books
- Artiste : Bob Eggleton

#### 2004
- Roman de science-fiction : Ilium (Ilium) par Dan Simmons
- Roman de fantasy : Paladin des âmes (Paladin of Souls) par Lois McMaster Bujold
- Roman pour jeunes adultes : Les Ch'tits Hommes libres (The Wee Free Men) par Terry Pratchett
- Premier roman : Dans la dèche au royaume enchanté (Down and Out in the Magic Kingdom) par Cory Doctorow
- Roman court : Cookie Monster (The Cookie Monster) par Vernor Vinge
- Nouvelle longue : Une étude en vert (A Study in Emerald) par Neil Gaiman
- Nouvelle courte : L'Heure de la fermeture (Closing Time) par Neil Gaiman
- Recueil de nouvelles : Changements de plans (Changing Planes) par Ursula K. Le Guin
- Anthologie : The Year's Best Science Fiction: Twentieth Annual Collection par Gardner Dozois, éd.
- Livre non-fictif ou Livre d'art : The Sandman: Endless Nights par Neil Gaiman
- Éditeur : Gardner Dozois
- Magazine : The Magazine of Fantasy & Science Fiction
- Maison d'édition : Tor Books
- Artiste : Michael Whelan

#### 2005
- Roman de science-fiction : The Baroque Cycle: The Confusion; The System of the World par Neal Stephenson
- Roman de fantasy : Le Concile de fer (Iron Council) par China Miéville
- Roman pour jeunes adultes : Un chapeau de ciel (A Hat Full of Sky) par Terry Pratchett
- Premier roman : Jonathan Strange et Mr Norrell (Jonathan Strange & Mr Norrell) par Susanna Clarke
- Roman court : Golden City Far par Gene Wolfe
- Nouvelle longue : Le Sac à main féerique (The Faery Handbag) par Kelly Link et Compte-rendu de certains événements survenus à Londres (Reports of Certain Events in London) par China Miéville (ex æquo)
- Nouvelle courte : Les Épouses interdites des esclaves sans visages dans le manoir secret de la nuit du désir (Forbidden Brides of the Faceless Slaves in the Nameless House of the Night of Dread Desire) par Neil Gaiman
- Recueil de nouvelles : The John Varley Reader par John Varley
- Anthologie : The Year's Best Science Fiction: Twenty-First Annual Collection par Gardner Dozois, éd.
- Livre non-fictif : The Wave in the Mind par Ursula K. Le Guin
- Livre d'art : Spectrum 11: The Best in Contemporary Fantastic Art par Cathy Fenner et Arnie Fenner, éds.
- Éditeur : Ellen Datlow
- Magazine : The Magazine of Fantasy & Science Fiction
- Maison d'édition : Tor Books
- Artiste : Michael Whelan

#### 2006
- Roman de science-fiction : Accelerando (Accelerando) par Charles Stross
- Roman de fantasy : Anansi Boys (Anansi Boys) par Neil Gaiman
- Roman pour jeunes adultes : Pay the Piper par Jane Yolen et Adam Stemple (en)
- Premier roman : Hammered/Scardown/Worldwired par Elizabeth Bear
- Roman court : Magie pour débutants (Magic for Beginners) par Kelly Link
- Nouvelle longue : Les Robots (I, Robot) par Cory Doctorow
- Nouvelle courte : L'Oiseau-soleil (Sunbird) par Neil Gaiman
- Recueil de nouvelles : Magic for Beginners par Kelly Link
- Anthologie : The Year's Best Fantasy and Horror: Eighteenth Annual Collection par Ellen Datlow, Kelly Link et Gavin J. Grant, éds.
- Livre non-fictif : Storyteller: Writing Lessons and More from 27 Years of the Clarion Writers' Workshop par Kate Wilhelm
- Livre d'art : Spectrum 12: The Best in Contemporary Fantastic Art par Cathy Fenner et Arnie Fenner, éds.
- Éditeur : Ellen Datlow
- Magazine : The Magazine of Fantasy & Science Fiction
- Maison d'édition : Tor Books
- Artiste : Michael Whelan

#### 2007
- Roman de science-fiction : Rainbows End (Rainbows End) par Vernor Vinge
- Roman de fantasy : Le Privilège de l'épée (The Privilege of the Sword) par Ellen Kushner
- Roman pour jeunes adultes : L'Hiverrier (Wintersmith) par Terry Pratchett
- Premier roman : Téméraire : Les Dragons de Sa Majesté / Le Trône de jade / Par les chemins de la soie (Temeraire: His Majesty's Dragon/Throne of Jade/Black Powder War) par Naomi Novik
- Roman court : Missile Gap par Charles Stross
- Nouvelle longue : When Sysadmins Ruled the Earth par Cory Doctorow
- Nouvelle courte : Comment parler aux filles pendant les fêtes (How to Talk to Girls at Parties) par Neil Gaiman
- Recueil de nouvelles : Des choses fragiles (Fragile Things) par Neil Gaiman
- Anthologie : The Year's Best Science Fiction: Twenty-third Annual Collection par Gardner Dozois, éd.
- Livre non-fictif : James Tiptree, Jr.: The Double Life of Alice B. Sheldon par Julie Phillips
- Livre d'art : Spectrum 13: The Best in Contemporary Fantastic Art par Cathy Fenner et Arnie Fenner, éds.
- Éditeur : Ellen Datlow
- Magazine : The Magazine of Fantasy & Science Fiction
- Maison d'édition : Tor Books
- Artiste : John Picacio (en)

#### 2008
- Roman de science-fiction : Le Club des policiers yiddish (The Yiddish Policemen's Union) par Michael Chabon
- Roman de fantasy : Monnayé (Making Money) par Terry Pratchett
- Roman pour jeunes adultes : Lombres (Un Lun Dun) par China Miéville
- Premier roman : Le Costume du mort (Heart-Shaped Box) par Joe Hill
- Roman court : After the Siege par Cory Doctorow
- Nouvelle longue : The Witch's Headstone par Neil Gaiman
- Nouvelle courte : A Small Room in Koboldtown par Michael Swanwick
- Recueil de nouvelles : The Winds of Marble Arch and Other Stories par Connie Willis
- Anthologie : N.S.O. - Le Nouveau Space Opera (The New Space Opera) par Gardner Dozois et Jonathan Strahan (en), éds.
- Livre non-fictif : Breakfast in the Ruins par Barry N. Malzberg
- Livre d'art : Là où vont nos pères (The Arrival) par Shaun Tan
- Éditeur : Ellen Datlow
- Magazine : The Magazine of Fantasy & Science Fiction
- Maison d'édition : Tor Books
- Artiste : Charles Vess

#### 2009
- Roman de science-fiction : Anatèm (Anathem) par Neal Stephenson
- Roman de fantasy : Lavinia (Lavinia) par Ursula K. Le Guin
- Roman pour jeunes adultes : L'Étrange Vie de Nobody Owens (The Graveyard Book) par Neil Gaiman
- Premier roman : Singularity's Ring par Paul Melko
- Roman court : Pretty Monsters par Kelly Link
- Nouvelle longue : La Pompe six (Pump Six) par Paolo Bacigalupi
- Nouvelle courte : Expiration (Exhalation) par Ted Chiang
- Recueil de nouvelles : La Fille flûte et autres fragments de futurs brisés (Pump Six and Other Stories) par Paolo Bacigalupi
- Anthologie : The Year's Best Science Fiction: Twenty-fifth Annual Collection par Gardner Dozois, éd.
- Livre non-fictif ou Livre d'art : Coraline: The Graphic Novel par Neil Gaiman, adapté et illustré par P. Craig Russell
- Éditeur : Ellen Datlow
- Magazine : The Magazine of Fantasy & Science Fiction
- Maison d'édition : Tor Books
- Artiste : Michael Whelan

### Années 2010
| Sommaire : | - Haut - 2010 - 2011 - 2012 - 2013 - 2014 - 2015 - 2016 - 2017 - 2018 - 2019 |

#### 2010
- Roman de science-fiction : Boneshaker (Boneshaker) par Cherie Priest
- Roman de fantasy : The City and the City (The City and the City) par China Miéville
- Roman pour jeunes adultes : Léviathan (Leviathan) par Scott Westerfeld
- Premier roman : La Fille automate (The Windup Girl) par Paolo Bacigalupi
- Roman court : The Women of Nell Gwynne’s par Kage Baker
- Nouvelle longue : By Moonlight par Peter S. Beagle
- Nouvelle courte : Invocation de l'incuriosité (An Invocation of Incuriosity) par Neil Gaiman
- Recueil de nouvelles : The Best of Gene Wolfe par Gene Wolfe
- Anthologie : The New Space Opera 2 par Gardner Dozois et Jonathan Strahan (en), éds.
- Livre non-fictif ou Livre d'art : Cheek by Jowl par Ursula K. Le Guin
- Éditeur : Ellen Datlow
- Magazine : The Magazine of Fantasy & Science Fiction
- Maison d'édition : Tor Books
- Artiste : Michael Whelan

#### 2011
- Roman de science-fiction : Black-out / All Clear (Blackout/All Clear) par Connie Willis
- Roman de fantasy : Kraken (Kraken) par China Miéville
- Roman pour jeunes adultes : Ferrailleurs des mers (Ship Breaker) par Paolo Bacigalupi
- Premier roman : Les Cent Mille Royaumes (The Hundred Thousand Kingdoms) par N. K. Jemisin
- Roman court : Le Cycle de vie des objets logiciels (The Lifecycle of Software Objects) par Ted Chiang
- Nouvelle longue : « La vérité est une caverne dans les montagnes noires... » (The Truth Is a Cave in the Black Mountains) par Neil Gaiman
- Nouvelle courte : Le Problème avec Cassandra (The Thing About Cassandra) par Neil Gaiman
- Recueil de nouvelles : Fritz Leiber: Selected Stories par Fritz Leiber
- Anthologie : Warriors par George R. R. Martin et Gardner Dozois, éds.
- Livre non-fictif : Robert A. Heinlein: In Dialogue with His Century: Volume 1: 1907-1948: Learning Curve par William H. Patterson, Jr.
- Livre d'art : Spectrum 17 par Cathy Fenner et Arnie Fenner, éds.
- Éditeur : Ellen Datlow
- Magazine : Asimov's Science Fiction
- Maison d'édition : Tor Books
- Artiste : Shaun Tan

#### 2012
- Roman de science-fiction : Légationville (Embassytown) par China Miéville
- Roman de fantasy : Le Bûcher d'un roi, Les Dragons de Meereen et Une danse avec les dragons (A Dance with Dragons) par George R. R. Martin
- Roman pour jeunes adultes : La Fille qui navigua autour de Féérie dans un bateau construit de ses propres mains (The Girl Who Circumnavigated Fairyland in a Ship of Her Own Making) par Catherynne M. Valente
- Premier roman : Le Cirque des rêves (The Night Circus) par Erin Morgenstern
- Roman court : Silently and Very Fast par Catherynne M. Valente
- Nouvelle longue : White Lines on a Green Field par Catherynne M. Valente
- Nouvelle courte : L'Affaire de la mort et du miel (The Case of Death and Honey) par Neil Gaiman
- Recueil de nouvelles : The Bible Repairman and Other Stories par Tim Powers
- Anthologie : The Year’s Best Science Fiction: Twenty-eighth Annual Collection par Gardner Dozois, éd.
- Livre non-fictif : Evaporating Genres: Essays on Fantastic Literature par Gary K. Wolfe
- Livre d'art : Spectrum 18: The Best in Contemporary Fantastic Art par Cathy Fenner et Arnie Fenner, éds.
- Éditeur : Ellen Datlow
- Magazine : Asimov's Science Fiction
- Maison d'édition : Tor Books
- Artiste : Shaun Tan

#### 2013
- Roman de science-fiction : Redshirts : Au mépris du danger (Redshirts) par John Scalzi
- Roman de fantasy : The Apocalypse Codex par Charles Stross
- Roman pour jeunes adultes : Merfer (Railsea) par China Miéville
- Premier roman : Throne of the Crescent Moon par Saladin Ahmed
- Roman court : Après la chute (After the Fall, Before the Fall, During the Fall) par Nancy Kress
- Nouvelle longue : The Girl-Thing Who Went Out for Sushi par Pat Cadigan
- Nouvelle courte : Immersion (Immersion) par Aliette de Bodard
- Recueil de nouvelles : Shoggoths in Bloom par Elizabeth Bear
- Anthologie : Edge of Infinity par Jonathan Strahan (en), éd.
- Livre non-fictif : Distrust That Particular Flavor par William Gibson
- Livre d'art : Spectrum 19: The Best in Contemporary Fantastic Art par Cathy Fenner et Arnie Fenner, éds.
- Éditeur : Ellen Datlow
- Magazine : Asimov's Science Fiction
- Maison d'édition : Tor Books
- Artiste : Michael Whelan

#### 2014
- Roman de science-fiction : La Porte d'Abaddon (Abaddon's Gate) par James S. A. Corey
- Roman de fantasy : L'Océan au bout du chemin (The Ocean at the End of the Lane) par Neil Gaiman
- Roman pour jeunes adultes : La Fille qui survola Féérie et coupa la Lune en deux (The Girl Who Soared Over Fairyland and Cut the Moon in Two) par Catherynne M. Valente
- Premier roman : La Justice de l'ancillaire (Ancillary Justice) par Ann Leckie
- Roman court : Six-Gun Snow White par Catherynne M. Valente
- Nouvelle longue : La Belle et le Fuseau (The Sleeper and the Spindle) par Neil Gaiman
- Nouvelle courte : The Road of Needles par Caitlín R. Kiernan
- Recueil de nouvelles : Les Veilleurs (The Best of Connie Willis) par Connie Willis
- Anthologie : Old Mars par George R. R. Martin et Gardner Dozois
- Livre non-fictif : Wonderbook: The Illustrated Guide to Creating Imaginative Fiction par Jeff VanderMeer
- Livre d'art : Spectrum 20: The Best in Contemporary Fantastic Art par Cathy Fenner et Arnie Fenner, éds.
- Éditeur : Ellen Datlow
- Magazine : Asimov's Science Fiction
- Maison d'édition : Tor Books
- Artiste : Michael Whelan

#### 2015
- Roman de science-fiction : L'Épée de l'ancillaire (Ancillary Sword) par Ann Leckie
- Roman de fantasy : The Goblin Emperor par Katherine Addison
- Roman pour jeunes adultes : La Moitié d'un roi (Half a King) par Joe Abercrombie
- Premier roman : The Memory Garden par Mary Rickert
- Roman court : Yesterday’s Kin par Nancy Kress
- Nouvelle longue : Les temps sont durs pour tout le monde (Tough Times All Over) par Joe Abercrombie
- Nouvelle courte : The Truth About Owls par Amal El-Mohtar
- Recueil de nouvelles : Last Plane to Heaven par Jay Lake
- Anthologie : Vauriens (Rogues) par George R. R. Martin et Gardner R. Dozois
- Livre non-fictif : What Makes This Book So Great par Jo Walton
- Livre d'art : Spectrum 21: The Best in Contemporary Fantastic Art par John Fleskes, éd.
- Éditeur : Ellen Datlow
- Magazine : Tor.com
- Maison d'édition : Tor Books
- Artiste : John Picacio (en)

#### 2016
- Roman de science-fiction : La Miséricorde de l'ancillaire (Ancillary Mercy) par Ann Leckie
- Roman de fantasy : Déracinée (Uprooted) par Naomi Novik
- Roman pour jeunes adultes : La Couronne du berger (The Shepherd’s Crown) par Terry Pratchett
- Premier roman : La Grâce des rois (The Grace of Kings) par Ken Liu
- Roman court : Mémoire de métal (Slow Bullets) par Alastair Reynolds
- Nouvelle longue : Le Dogue noir (Black Dog) par Neil Gaiman
- Nouvelle courte : Des photos de chats, SVP (Cat Pictures Please) par Naomi Kritzer (en)
- Recueil de nouvelles : Signal d'alerte (Trigger Warning: Short Fictions and Disturbances) par Neil Gaiman
- Anthologie : Old Venus par George R. R. Martin et Gardner R. Dozois
- Livre non-fictif : Letters to Tiptree par Alisa Krasnostein et Alexandra Pierce (en)
- Livre d'art : Julie Dillon’s Imagined Realms, Book 2: Earth and Sky par Julie Dillon (en)
- Éditeur : David G. Hartwell (en)
- Magazine : Asimov's Science Fiction
- Maison d'édition : Tor Books
- Artiste : Michael Whelan

#### 2017
- Roman de science-fiction : La Mort immortelle (Death’s End) par Liu Cixin
- Roman de fantasy : Tous les oiseaux du ciel (All the Birds in the Sky) par Charlie Jane Anders
- Roman d'horreur : L'Homme-feu (The Fireman) par Joe Hill
- Roman pour jeunes adultes : Vengeresse (Revenger) par Alastair Reynolds
- Premier roman : Le Gambit du renard (Ninefox Gambit) par Yoon Ha Lee
- Roman court : Les Portes perdues (Every Heart a Doorway) par Seanan McGuire
- Nouvelle longue : You’ll Surely Drown Here If You Stay par Alyssa Wong (en)
- Nouvelle courte : Seasons of Glass and Iron par Amal El-Mohtar
- Recueil de nouvelles : The Paper Menagerie and Other Stories par Ken Liu
- Anthologie : The Big Book of Science Fiction par Ann VanderMeer et Jeff VanderMeer
- Livre non-fictif : The Geek Feminist Revolution par Kameron Hurley
- Livre d'art : Walking Through the Landscape of Faerie par Charles Vess
- Éditeur : Ellen Datlow
- Magazine : Tor.com
- Maison d'édition : Tor Books
- Artiste : Julie Dillon (en)

#### 2018
- Roman de science-fiction : L'Effondrement de l'empire (The Collapsing Empire) par John Scalzi
- Roman de fantasy : Les Cieux pétrifiés (The Stone Sky) par N. K. Jemisin
- Roman d'horreur : Le Changelin (The Changeling) par Victor LaValle
- Roman pour jeunes adultes : Akata Warrior (Akata Warrior) par Nnedi Okorafor
- Premier roman : The Strange Case of the Alchemist’s Daughter par Theodora Goss
- Roman court : Défaillances systèmes (All Systems Red) par Martha Wells
- Nouvelle longue : The Hermit of Houston par Samuel R. Delany
- Nouvelle courte : L'Obélisque martien (The Martian Obelisk) par Linda Nagata
- Recueil de nouvelles : Ursula K. Le Guin: The Hainish Novels and Stories par Ursula K. Le Guin
- Anthologie : Épées et Magie (The Book of Swords) par Gardner R. Dozois
- Livre non-fictif : Luminescent Threads: Connections to Octavia E. Butler par Alexandra Pierce et Mimi Mondal (en), éds.
- Livre d'art : The Art of the Pulps: An Illustrated History par Douglas Ellis, Ed Hulse et Robert Weinberg, éds.
- Éditeur : Ellen Datlow
- Magazine : Tor.com
- Maison d'édition : Tor Books
- Artiste : Julie Dillon (en)

#### 2019
- Roman de science-fiction : Vers les étoiles (The Calculating Stars) par Mary Robinette Kowal
- Roman de fantasy : La Fileuse d'argent (Spinning Silver) par Naomi Novik
- Roman d'horreur : La Cabane aux confins du monde (The Cabin at the End of the World) par Paul Tremblay
- Roman pour jeunes adultes : Dread Nation par Justina Ireland
- Premier roman : La Piste des éclairs (Trail of Lightning) par Rebecca Roanhorse
- Roman court : Schémas artificiels (Artificial Condition) par Martha Wells
- Nouvelle longue : The Only Harmless Great Thing par Brooke Bolander (en)
- Nouvelle courte : The Secret Lives of the Nine Negro Teeth of George Washington par P. Djèlí Clark
- Recueil de nouvelles : Lumières noires (How Long ’til Black Future Month?) par N. K. Jemisin
- Anthologie : Sorciers et Magie (The Book of Magic) par Gardner R. Dozois, éd.
- Livre non-fictif : Ursula K. Le Guin: Conversations on Writing par Ursula K. Le Guin et David Naimon
- Livre d'art : The Books of Earthsea: The Complete Illustrated Edition (Ursula K. Le Guin) par Charles Vess
- Éditeur : Gardner R. Dozois
- Magazine : Tor.com
- Maison d'édition : Tor Books
- Artiste : Charles Vess

### Années 2020
| Sommaire : | - Haut - 2020 - 2021 - 2022 - 2023 - 2024 - 2025 |

#### 2020
- Roman de science-fiction : The City in the Middle of the Night par Charlie Jane Anders
- Roman de fantasy : Middlegame par Seanan McGuire
- Roman d'horreur : Léopard noir, loup rouge (Black Leopard, Red Wolf) par Marlon James
- Roman pour jeunes adultes : Dragon Pearl par Yoon Ha Lee
- Premier roman : Gideon la Neuvième (Gideon the Ninth) par Tamsyn Muir
- Roman court : Les Oiseaux du temps (This Is How You Lose the Time War) par Amal El-Mohtar et Max Gladstone
- Nouvelle longue : Omphalos (Omphalos) par Ted Chiang
- Nouvelle courte : The Bookstore at the End of America par Charlie Jane Anders
- Recueil de nouvelles : Expiration (Exhalation) par Ted Chiang
- Anthologie : New Suns: Original Speculative Fiction by People of Color par Nisi Shawl, éd.
- Livre non-fictif : Monster, She Wrote: The Women Who Pioneered Horror and Speculative Fiction par Lisa Kröger et Melanie R. Anderson
- Livre d'art : Spectrum 26: The Best in Contemporary Fantastic Art par John Fleskes, éd.
- Éditeur : Ellen Datlow
- Magazine : Tor.com
- Maison d'édition : Tor Books
- Artiste : John Picacio (en)
- Prix spécial (éducation à l'inclusivité et à la représentation) : Writing the Other par Nisi Shawl, Cynthia Ward et K. Tempest Bradford (en)

#### 2021
- Roman de science-fiction : Effet de réseau (Network Effect) par Martha Wells
- Roman de fantasy : Genèse de la cité (The City We Became) par N. K. Jemisin
- Roman d'horreur : Mexican Gothic (Mexican Gothic) par Silvia Moreno-Garcia
- Roman pour jeunes adultes : Guide pratique pour boulangère magique (A Wizard’s Guide to Defensive Baking) par T. Kingfisher
- Premier roman : Elatsoe par Darcie Little Badger
- Roman court : Ring Shout : Cantique rituel (Ring Shout) par P. Djèlí Clark
- Nouvelle longue : La Pilule (The Pill) par Meg Elison
- Nouvelle courte : Little Free Library par Naomi Kritzer (en)
- Recueil de nouvelles : The Hidden Girl and Other Stories par Ken Liu
- Anthologie : The Book of Dragons par Jonathan Strahan (en), éd.
- Livre non-fictif : The Magic of Terry Pratchett par Marc Burrows
- Livre d'art : The Art of NASA: The Illustrations that Sold the Missions par Piers Bizony (en)
- Éditeur : Ellen Datlow
- Magazine : Tor.com
- Maison d'édition : Tor Books
- Artiste : John Picacio (en)
- Prix spécial (amplification de l'expression des diversités) : Bill Campbell et Rosarium Publishing

#### 2022
- Roman de science-fiction : Une désolation nommée paix (A Desolation Called Peace) par Arkady Martine
- Roman de fantasy : L'Héritage du jade (Jade Legacy) par Fonda Lee
- Roman d'horreur : Mon cœur est une tronçonneuse (My Heart Is a Chainsaw) par Stephen Graham Jones
- Roman pour jeunes adultes : Victories Greater Than Death par Charlie Jane Anders
- Premier roman : Maître des djinns (A Master of Djinn) par P. Djèlí Clark
- Roman court : Télémétrie fugitive (Fugitive Telemetry) par Martha Wells
- Nouvelle longue : That Story Isn’t the Story par John Wiswell (en)
- Nouvelle courte : Where Oaken Hearts Do Gather par Sarah Pinsker
- Recueil de nouvelles : Even Greater Mistakes par Charlie Jane Anders
- Anthologie : We're Here: The Best Queer Speculative Fiction 2020 par C. L. Clark (en) et Charles Payseur, éds.
- Livre non-fictif : Dangerous Visions and New Worlds: Radical Science Fiction, 1950–1985 par Andrew Nette et Iain McIntyre (en), éds.
- Livre d'art : The Art of Neil Gaiman & Charles Vess’s Stardust par Charles Vess
- Éditeur : Ellen Datlow
- Magazine : Tor.com
- Maison d'édition : Tor Books
- Artiste : Charles Vess
- Prix spécial (développement communautaire et de carrière) : Codex Writers Group (en)

#### 2023
- Roman de science-fiction : La Société protectrice des Kaijus (The Kaiju Preservation Society) par John Scalzi
- Roman de fantasy : Babel (Babel) par R. F. Kuang
- Roman d'horreur : What Moves the Dead par T. Kingfisher
- Roman pour jeunes adultes : Dreams Bigger Than Heartbreak par Charlie Jane Anders
- Premier roman : La Montagne dans la mer (The Mountain in the Sea) par Ray Nayler
- Roman court : Une prière pour les cimes timides (A Prayer for the Crown-Shy) par Becky Chambers
- Nouvelle longue : If You Find Yourself Speaking to God, Address God with the Informal You par John Chu (en)
- Nouvelle courte : Rabbit Test par Samantha Mills
- Recueil de nouvelles : Boys, Beasts & Men par Sam J. Miller
- Anthologie : Africa Risen: A New Era of Speculative Fiction par Oghenechovwe Donald Ekpeki (en), Zelda Knight et Sheree R. Thomas, éds.
- Livre non-fictif : Terry Pratchett : Une vie avec notes de bas de page : La Biographie officielle (Terry Pratchett: A Life With Footnotes: The Official Biography) par Rob Wilkins
- Livre d'art : Chivalry par Neil Gaiman, dessin par Colleen Doran
- Éditeur : Ellen Datlow
- Magazine : Tor.com
- Maison d'édition : Tor Books
- Artiste : Charles Vess
- Prix spécial (développement de la diversité dans les communautés de genre) : Carl Brandon Society (en)

#### 2024
- Roman de science-fiction : Effondrement système (System Collapse) par Martha Wells
- Roman de fantasy : Roi Sorcier (Witch King) par Martha Wells
- Roman d'horreur : A House with Good Bones par T. Kingfisher
- Roman pour jeunes adultes : Promises Stronger Than Darkness par Charlie Jane Anders
- Premier roman : Les Portes de Lumière (The Saint of Bright Doors) par Vajra Chandrasekera
- Roman court : Thornhedge par T. Kingfisher
- Nouvelle longue : The Rainbow Bank par Uchechukwu Nwaka
- Nouvelle courte : How to Raise a Kraken in Your Bathtub par P. Djèlí Clark
- Recueil de nouvelles : White Cat, Black Dog par Kelly Link
- Anthologie : Out There Screaming par Jordan Peele et John Joseph Adams, éds.
- Livre non-fictif : Space Crone par Ursula K. Le Guin
- Livre d'art : The Culture: The Drawings par Iain M. Banks
- Éditeur : Neil Clarke (en)
- Magazine : Uncanny (en)
- Maison d'édition : Tor Books
- Artiste : John Picacio (en)
- Prix spécial (favorisation de l'excellence dans la carrière professionnelle) : Jeanne Cavelos et l'Odyssey Writing Workshop (en)

#### 2025
- Roman de science-fiction : The Man Who Saw Seconds par Alexander Boldizar (en)
- Roman de fantasy : Quand vient la sorcière (A Sorceress Comes to Call) par T. Kingfisher
- Roman d'horreur : Bury Your Gays par Chuck Tingle
- Roman pour jeunes adultes : Moonstorm par Yoon Ha Lee
- Premier roman : Someone You Can Build a Nest In par John Wiswell (en)
- Roman court : What Feasts at Night par T. Kingfisher
- Nouvelle longue : By Salt, By Sea, By Light of Stars par Premee Mohamed (en)
- Nouvelle courte : Why Don’t We Just Kill the Kid in the Omelas Hole par Isabel J. Kim (en)
- Recueil de nouvelles : Le Lac des âmes (Lake of Souls) par Ann Leckie
- Anthologie : The Black Girl Survives in This One par Desiree S. Evans et Saraciea J. Fennell, éds.
- Livre non-fictif : Afro-Centered Futurisms in Our Speculative Fiction par Eugen Bacon (en), éd.
- Livre d'art : The Last Unicorn par Peter S. Beagle, dessin par Thomas Kidd (en)
- Éditeur : Neil Clarke (en)
- Magazine : Clarkesworld (en)
- Maison d'édition : Subterranean Press (en)
- Artiste : Charles Vess
- Prix spécial (favorisation de l'excellence dans la carrière professionnelle) : Ignyte Awards (en)